# Giorgio Ordelaffi
Giorgio Ordelaffi (mort en 1423) est un noble italien qui vécut au XVe siècle, il appartient à la famille des Ordelaffi de la ville de Forlì.

## Biographie
Fils de Teobaldo Ordelaffi et petit-fils de Ludovico Ordelaffi qui était lui-même frère de Sinibaldo I Ordelaffi, Giorgio Ordelaffi épousa Lucrèce Alidosi.
Il fut seigneur et vicaire pontifical de Forlì de 1411 à sa mort en 1423.
En 1423 peu avant sa mort, il offrit la régence de son fils Teobaldo, âgé de 10 ans, à Philippe Marie Visconti ce qui donna à ce dernier l’occasion de tenter la conquête de la Romagne provoquant ainsi une guerre avec Florence et Venise qui s'opposèrent à ses ambitions.

## Sources
- (it) Cet article est partiellement ou en totalité issu de l’article de Wikipédia en italien intitulé « Giorgio Ordelaffi » (voir la liste des auteurs).

- (ca) Cet article est partiellement ou en totalité issu de l’article de Wikipédia en catalan intitulé « Jordi Ordelaffi » (voir la liste des auteurs).

- (en) Cet article est partiellement ou en totalité issu de l’article de Wikipédia en anglais intitulé « Giorgio Ordelaffi » (voir la liste des auteurs).